# Fantasio (personaggio)
Fantasio è un personaggio immaginario creato da Jean Doisy, co-protagonista del fumetto Spirou e Fantasio.
Reporter fotografico con una sfrenata immaginazione e un ciuffo di capelli biondi, è il migliore amico di Spirou e lo accompagna nelle sue avventure.
Ha un cugino malvagio, Zantafio, che gli somiglia molto.
Fantasio è apparso inoltre nel fumetto Gaston.